# Europäisches Paralympisches Komitee
Das Europäische Paralympische Komitee (englisch European Paralympic Committee – EPC) ist eine nicht-gewinnorientierte Organisation österreichischen Rechts auf Grund der Registrierung in Wien und wird von der Europäischen Union sowie der österreichischen Regierung unterstützt. Das EPC wurde 1991 als IPC Europäisches Komitee gegründet und erhielt 1999 seinen jetzigen Namen. 2008 wurde der Hauptsitz in Wien etabliert.

## Struktur

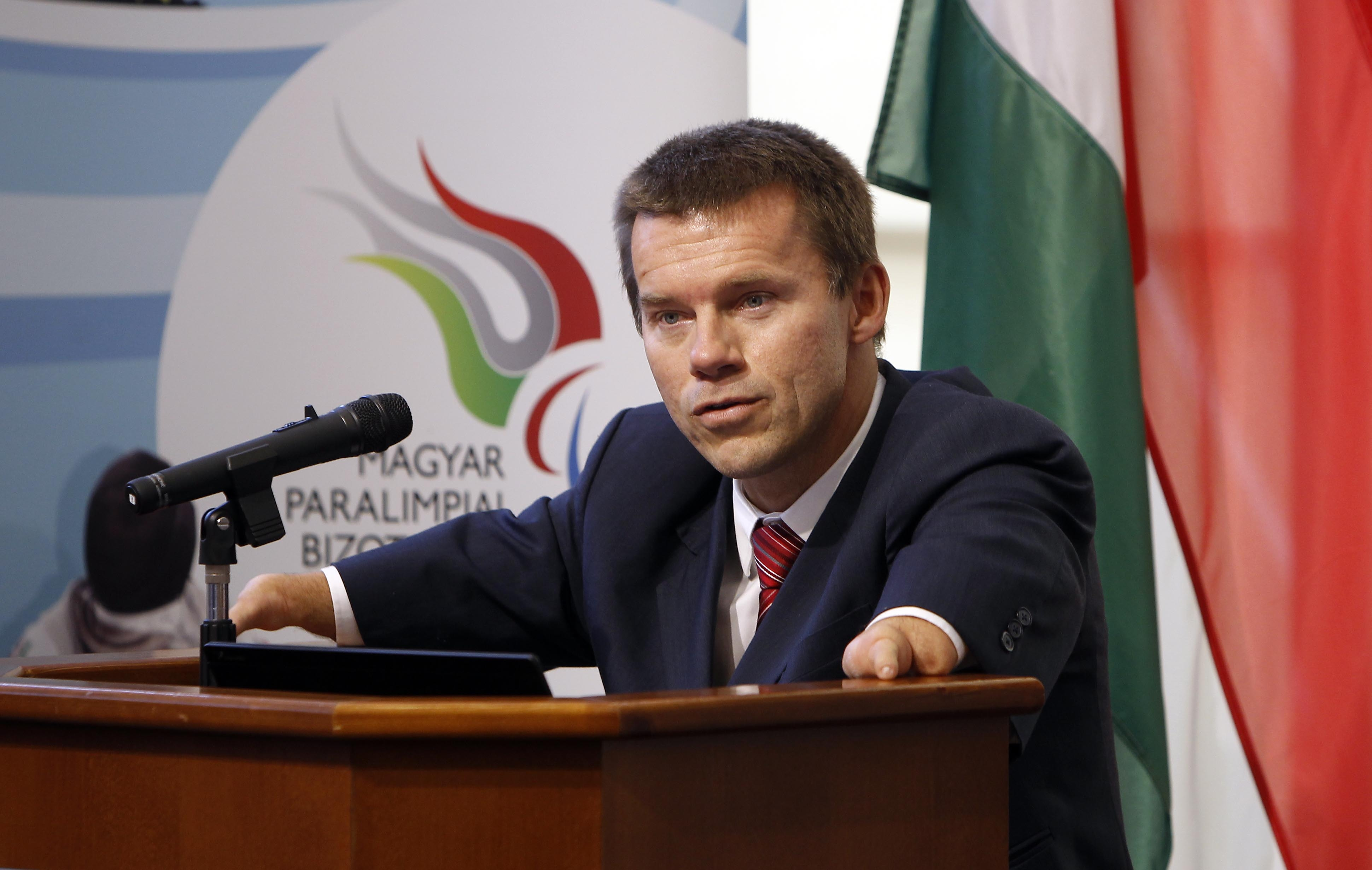
Der ehemalige Präsident John Petersson im Oktober 2015

Die zweijährlich stattfinde Generalversammlung zu der alle Mitglieder berechtigt sind Delegierte zu entsenden ist das oberste Entscheidungsorgan. Der Exekutivausschuss (früher Exekutivkomitee) wird alle vier Jahre von der Generalversammlung gewählt. Das Komitee besteht aus Präsident, Schatzmeister, technischem Referenten, Athletenvertreter und vier außerordentlichen Mitgliedern. Neben dem Exekutivausschuss, wird das Tagesgeschäft von einem Büroleiter in Wien erledigt.
Das EPC hat 54 Mitglieder (49 Nationale Paralympische Komitees, acht europäische Niederlassungen internationaler Behindertensportverbände und einen unabhängigen Paralympischen Sportverband).

## Ziele
Verbandsziel ist die Förderung des Behindertensports überall in der Welt, wobei Europa durch die Entwicklung und Förderung des paralympischen Sektors eine Vorreiterrolle zukommt. Als Hauptaufgaben sieht das EPC die Bereiche Nachwuchsförderung sowie die Zusammenarbeit mit verschiedenen politischen und sportpolitischen Organisationen. Das EPC zielt ab auf die Bereitstellung von Sportprogrammen und Initiativen, wie etwa der Ausrichtung der zweijährlichen Europäischen Paralympischen Jugendspielen (European Para Youth Games – EPYG), die Erhöhung der Teilnehmer am Sport in armen Europäischen Regionen und der Steigerung des Frauenanteils am Sport in Europa. Die Verantwortung für kontinentale Meisterschaften war vor einigen Jahren an das Internationale Paralympische Komitee (IPC) abgegeben worden, trotzdem konnte sich der Präsident des EPC, John Petersson, 2013 auch zukünftig European Games vorstellen.